# Hoplias aimara
El anjumara, tararira gigante o pez lobo (Hoplias aimara) es una especie de peces de la familia Erythrinidae en el orden Characiformes. Son grandes y temibles depredadores que poseen más de 100 dientes en total.

## Morfología
Los machos pueden llegar alcanzar los 120 cm de longitud total, aunque se han descrito ejemplares de hasta 150 cm y 40 kg de peso, normalmente miden entre 90 y 100 cm y pesan entre 13 y 15 kg.

## Reproducción
La reproducción tiene lugar al inicio de la estación lluviosa (desde diciembre hasta marzo) y la hembra puede producir entre 6.000 y 60.000 huevos.

## Alimentación
Es un superpredador que come principalmente peces (como bagres; anguilas y peces hueso) y en segundo término, aves acuáticas como el zambullín de pico grueso, mamíferos y pequeños invertebrados terrestres que puedan caer al agua.

## Hábitat
Es un pez de agua dulce y de clima tropical.

## Distribución geográfica
Se encuentran en Sudamérica: afluentes de la  cuenca media y baja del río Amazonas (incluyendo los ríos  Trombetas,  Jari,  Tapajós,  Xingu y  Tocantins); ríos costeros de Guayana,  Surinam y la Guayana Francesa; ríos  Araguari y  Amapá en Amapá (Brasil), y río Orinoco en Venezuela.

## Uso comercial
Es popular por la calidad de su carne. 